# د ریو
جیمز اوون سالیوان (زادهٔ ۹ فوریه ۱۹۸۱- درگذشتهٔ ۲۸ دسامبر ۲۰۰۹) ملقب به دِ ریو نوازندهٔ درام گروه هوی متال اونجد سون فولد بود.

## فعالیت‌ها
د ریو درام زدن را از سن یازده سالگی یادگرفت و در دبیرستان نیز در گروه موسیقی مدرسه حضور داشت. صمیمی‌ترین دوستان وی ام.شادوز و مایک پورتنوی بودند. او و ام شادوز تصمیم گرفتند تا گروهی را تشکیل دهند و نام گروه را اونجد سون فولد نامیدند. د ریو به جز درام زدن در گروه در آهنگ‌های "گرمای روح", "روز را تصاحب کن", "قصه" ,"نجاتم بده", "بخشی کوچک از بهشت", "کوکتل برومپتون", "تحسین بحرانی", "چهار راه", "تفنگ دار", "گمشده", "جیغ", "زندگی پس از مرگ به همخوانی نیز پرداخته است.
وی برنده جایزهٔ بهترین درام زن در مراسم "Golden God" را با پشت سر گذاشتن افرادی همچون کریس آدلر، برن دیلر، دیو گروهل و دیو لامباردو را بدست آورد.

## مرگ
در ۲۸ دسامبر ۲۰۰۹ جسد د ریو در سن بیست و هشت سالگی در خانه‌اش پیدا شد. در گزارش اولیه مرگ وی به حالت طبیعی اعلام شد اما چندی بعد آزمایشگاه سم شناسی مقدار زیادی اکسی‌کدون،  دیازپام و الکل در بدن وی پیدا کرد و علت مرگ را بیش‌مصرفی نامیدند.